# Not That Kind (cântec)
Not That Kind este al doilea single lansat de cântăreața americană Anastacia. Acesta face parte de pe albumul de debut al acesteia, ce poartă numele piesei. Not That Kind nu a reușit să-și egaleze predecesorul, I'm Outta Love, cea mai înaltă poziție obținută single fiind locul 5 în Italia.

## Formate și tracklisting-uri
- Australian maxi single

1. "Not That Kind" [Album Version] - 3:20
2. "Nothin' at All" - 4:26
3. "I'm Outta Love" [Matty's Soulflower Mix] - 5:56
4. "Not That Kind" [Rick Wake Club Final] - 7:59
5. "Not That Kind" [Kerri Chandler Vocal Mix] - 6:54
6. "Not That Kind" [Kerri Chandler Organ Dub] - 6:52
7. "Not That Kind" [Maurice Jushua's Chickenpox Club Mix] - 7:32

- Australian promo single

1. "Not That Kind" [Album Version] - 3:20
2. "Not That Kind" [Hex Hector Radio Edit]
3. "Not That Kind" [Kerri Chandler Mix] - 3:34

- Austrian promo single

1. "Not That Kind" [Album Version] - 3:20
2. "Not That Kind" [Hex Hector Radio Edit]

- European CD single

1. "Not That Kind" [Album Version] - 3:20
2. "Not That Kind" [Ric Wake's Mix] - 4:50
3. "Not That Kind" [Maurice Chicken Pox Club Mix] - 7:32

- European maxi single

1. "Not That Kind" [Album Version] - 3:20
2. "Not That Kind" [Rick Wake Club Final] - 7:59
3. "Not That Kind" [Kerri Chandler Mix] - 3:34
4. "Not That Kind" [Maurice Joshua's Chickenpox Mix] - 3:33
5. "Not That Kind" [LT's Not That Dub Mix] - 7:13

- European promo single

1. "Not That Kind" [Album Version] - 3:20

- UK maxi single

1. "Not That Kind" [Album Version] - 3:20
2. "Not That Kind" [Kerri Chandler Radio Mix] - 3:34
3. "Not That Kind" [Maurice Joshua's Chickenpox Mix] - 3:33
4. "Not That Kind" [Video]

- UK 12" promo single (Kerri Chandler Remixes)

A-side  
1. "Not That Kind" [Kerri Chandler Vocal Mix]

B-side
1. "Not That Kind" [Kerri Chandler Organ Dub]
2. "Not That Kind" [LT's Not That Dub Mix] - 7:13

- UK 12" promo single (Maurice Joshua's Remixes)

A-side 
1. "Not That Kind" [Maurice Joshua's Chickenpox Mix] - 3:33

B-side
1. "Not That Kind" [Ric Wake Club Final] 7:59
2. "Not That Kind" [Maurice Joshua's Dubstrumental]

- UK 12" promo maxi single (Club Mixes)

A-side
1. "Not That Kind" [Kerri Chandler Vocal Mix]
2. "Not That Kind" [JS Ectasy Mix]

B-side
1. "Not That Kind" [Ric Wake Club Final] 7:59
2. "Not That Kind" [Maurice Joshua's Chickenpox Club Mix] - 7:32

- U.S. CD single

1. "Not That Kind" [Album Version] - 3:20
2. "Black Roses" - 3:38
3. Album snippets
4. "I'm Outta Love" [Album Version] - 4:02

- U.S. maxi single

1. "Not That Kind" [Album Version] - 3:20
2. "Not That Kind" [Kerri Chandler Radio Mix] - 3:34
3. "Not That Kind" [Maurice Joshua's Chickenpox Mix] - 3:33
4. "Black Roses" - 3:38
5. "Not That Kind" [Video]

## Remix-uri și versiuni Oficiale
- Album Version - 3:20
- DJ Amanda Remix - 7:45
- Hec Hector Club Mix - 7:50
- Hec Hector Radio Edit - 3:10
- JS Ectasy Mix - 5:49
- Kerri Chandler Mix - 3:34
- Kerri Chandler Organ Dub - 6:54
- Kerri Chandler Vocal Mix - 6:54
- LT's Not That Dub Mix - 7:13
- Maurice Joshua's Chickenpox Club Mix - 7:32
- Maurice Joshua's Chickenpox Mix - 3:33
- Maurice Joshua's Dubstrumental - ?:??
- Mousse T Remix - 3:25
- Rick Wake Club Final - 7:59
- Rick Wake's Mix - 4:50
- Ultimix 81 Mix - 6:29
- Ulti-Remix - 6:24

## Clasamnete
| Clasament                               | Poziția maximă |
| --------------------------------------- | -------------- |
| Australian Singles Chart                | 21             |
| Austrian Singles Chart                  | 68             |
| Dutch Singles Chart                     | 26             |
| French Singles Chart                    | 13             |
| Italian Singles Chart                   | 5              |
| New Zealand Singles Chart               | 22             |
| Swedish Singles Chart                   | 49             |
| Swiss Singles Chart                     | 18             |
| U.S. Hot Dance Music/Maxi-Singles Sales | 15             |